# Hellmut Wilhelm
Hellmut Wilhelm (Csingtao, 1905. december 10. – Seattle, 1990. július 5.; kínai neve pinjin hangsúlyjelekkel: Wèi Démíng; magyar népszerű: Vej Tö-ming; hagyományos kínai: 衛德明; egyszerűsített kínai: 卫德明) német sinológus, a hittérítő, sinológus Richard Wilhelm fia.

## Élete és munkássága
A jogi végzettségű Hellmut Wilhelm, apja Richard Wilhelm 1930-as halálát követően úgy döntött, hogy inkább az ő munkáját folytatja, s érdeklődése a klasszikus kínai irodalom felé fordult. Sinológiai tanulmányait a Berlini Egyetemen folytatta, ahol 1932-ben szerzett doktori fokozatot. Ezt követően visszatért Kínába, és 1938-ig a Pekingi Egyetemen tanított német nyelvet és irodalmat. Ekkoriban állította össze a nagy jelentőségű német–kínai szótárát (Deutsch–Chinesische Wörterbuch) is. Az 1940-es években több tanulmányt is írt az ősi kínai jóskönyvvel, a Változások könyvével kapcsolatban, amelyek összegyűjtött formában, Die Wandlung: Acht Vorträge zum I-ging címen 1944-ben jelent meg, és nagyban hozzájárult a mű nyugati megismeréséhez és népszerűségéhez. 1948-ban áttelepült az Egyesült Államokba, ahol a Washingtoni Egyetem professzori állásával várták, és ahol 1971-ig, egészen nyugdíjba vonulásáig oktatott és kutatott. Fényképekből, kéziratokból és tudományos tanulmányokból álló hagyatékát a Német Nemzeti Könyvtár őrzi.

## Főbb művei
- Chinas Geschichte. Zehn einführende Vorträge, Peking, 1942
- "The Problem of Within and without, a Confucian Attempt in Syncretism", Journal of the History of Ideas, Band 12, 1951, S. 48-60.
- "I-Ching Oracles in the Tso-chuan and the Kuo-yü", Journal of the American Oriental Society, Band 79, Nr. 4, 1959, S. 275-280.
- Gesellschaft und Staat in China. Zur Geschichte eines Weltreiches, Hamburg (2), 1960
- Essay: Zum Verständnis des Werkes in Wu Cheng'en: “Der rebellische Affe. Die Reise nach dem Westen. Ein chinesischer Roman”, Rowohlts Klassiker, Reinbek bei Hamburg, 1961
- "The Image of Youth and Age in Chinese Communist Literature", The China Quarterly, Band 13, 1963, S. 180-194.
- "The Reappraisal of Neo-Confucianism", The China Quarterly, Band 23, 1965, S. 122-139.
- Sinn des I Ging, Düsseldorf u. a., 1972
- "Tseng Kuo-fan and Liu Chʿuan-ying", Journal of the American Oriental Society, Band 96, Nr. 2, 1976, S. 268-272.